# Ljoedmila Borsoek
Ljoedmila Borsoek (Brest, 28 april 1952) is een atleet uit Wit-Rusland.
Op de Olympische Zomerspelen 1976 nam Borsoek voor Wit-Rusland deel aan het onderdeel verspringen en eindigde op de 23e plek.
- World Athletics: 14551391